# مرعيت (المهرة)

تعديل مصدري - تعديل

مرعيت هي إحدى قرى مديرية منعر التابعة لمحافظة المهرة، بلغ تعداد سكانها 234 نسمة حسب تعداد اليمن لعام 2004.
تشتهر مرعيت بالزراعة وخاصة النخيل بشكل كبير وتعتبر مرعيت في السابق من أهم البوادي التي يلجى اليها الناس للقمت العيش.